# 마이크로소프트 윈도우
마이크로소프트 윈도우(영어: Microsoft Windows 마이크로소프트 윈도스[*])는 마이크로소프트가 개발한 컴퓨터 운영 체제다. 애플이 개인용 컴퓨터에 처음으로 도입한 그래픽 사용자 인터페이스(GUI) 운영 체제인 맥 OS에 대항하여, 당시 널리 쓰이던 MS-DOS에서 멀티태스킹과 GUI 환경을 제공하기 위한 응용 프로그램으로 처음 출시되었다. 현재 전 세계 90%의 개인용 컴퓨터에서 쓰고 있으며, 서버용 운영 체제로도 점차 영역을 넓혀 나가고 있다. 윈도우 운영 체제의 경우 큰 시장 점유율을 차지하고 있는 까닭에 일반 사용자들에게 매우 익숙할뿐 아니라 호환되는 유명한 응용 프로그램이 많다는 장점을 지니고 있지만, 그만큼 보안 문제에서는 취약점이 많은 운영 체제로 인식되기도 한다.
마이크로소프트 윈도우는 마이크로소프트가 개발하고 판매하는 독점 그래픽 운영 체제 제품군이다. 이는 소비자 또는 기업 워크스테이션용 윈도우(비자격), 서버용 윈도우 서버, 임베디드 시스템용 윈도우 IoT 등 컴퓨팅 산업의 특정 부문에 맞는 제품군 및 하위 제품군으로 그룹화된다. 존재하지 않는 제품군에는 윈도우 9x, 윈도우 모바일, 윈도우 폰 및 윈도우 임베디드 컴팩트가 포함된다.
윈도우의 첫 번째 버전은 그래픽 사용자 인터페이스(GUI)에 대한 관심이 높아짐에 따라 MS-DOS용 그래픽 운영 체제 셸로 1985년 11월 20일에 출시되었다.
스탯카운터(StatCounter)에 따르면 윈도우는 2023년 3월 기준 70%의 시장 점유율을 차지하는 세계에서 가장 인기 있는 데스크톱 운영 체제이다. 그러나 안드로이드의 엄청난 성장으로 인해 윈도우는 모바일 및 데스크톱 OS를 모두 포함할 때 가장 많이 사용되는 운영 체제는 아니다.
2024년 기준 윈도우의 최신 버전은 소비자 PC 및 태블릿용 윈도우 11, 기업용 윈도우 11 엔터프라이즈, 서버용 윈도우 서버 2022이다. 일부 버전의 윈도우 10, 윈도우 서버 2016 이상(그리고 예외적으로 윈도우 서버 2012 및 윈도우 임베디드 POSReady 7까지 유료 지원)이 계속 지원된다.

## 한글 표기
영어 표기는 Windows이지만 한글로는 여러 가지 표기가 쓰이고 있다. 한국어권에서는 윈도, 윈도스, 윈도즈, 윈도우, 윈도우즈, 윈도우스 등 여러 가지 표기가 사용되고 있다. 1995년 대한민국 국립국어원은 컴퓨터 운영 체제 이름인 'Windows 95'를 '윈도 95'로 정하면서 'Windows'의 한글 표기를 윈도로 확정하였다. 마이크로소프트에서는 제품 이름을 한글로 옮기지 않는 것을 원칙으로 하고 있어, 한국어 홈페이지에 있는 제품명은 모두 영문 이름 Windows를 그대로 사용하고 있으나, 필요에 따라 윈도우라는 한글 표기를 사용하고 있다. 실제 출하된 제품의 포장에는 "한글 윈도우"로 표기되어 있으며, 공식 기술자료(KB)와 보도자료(Press) 등에도 "윈도우"라는 명칭이 사용된다. 현재 국립국어원 표준국어대사전에 등재된 공식 표준어는 윈도지만, 통상 '윈도우'라고 표기하기도 한다.

## 버전
윈도우 1.0부터 3.1x에 이르는 버전들은 운영 체제가 아닌, MS-DOS 하에서 동작하는 일종의 소프트웨어로 간주된다.

### 초기 버전
Windows 초기버전은 배경화면도 없고 windows.exe같은 글자와 물론 시작버튼도 없었다. 그리고 명령어를 입력했기 때문에 사람들이 쓰기 불편해 초기버전은 명령어를 아는 사람들만 사용할 수 있는 제품이 되어버렸다. 거기에 작동방식이 MS-DOS여서 일종의 소프트웨어이다.

### 윈도우 3.0과 3.1
윈도우 3.0은 애플의 맥 OS와 UI가 매우 흡사하였다.

### 윈도우 95, 98, Me
윈도우 95가 새로운 사용자 인터페이스, 255자까지의 긴 파일 이름 지원, 플러그 앤 플레이를 통한 하드웨어 자동 설치 및 구성 등을 채용하면서 1995년 8월에 출시하였다. 순수 32비트 응용 프로그램을 직접 실행할 수 있고 윈도우 3.1에 비해 안정성을 높이고 몇 가지 기술을 향상시켰다. 윈도우 95의 OEM 서비스 릴리즈 (OSR) 버전이 몇 가지가 있으며 각기 서비스 팩과 비슷한 역할을 하였다. 윈도우 98이 1998년 6월에 출시되었으며 SE 버전이 1999년 5월에 출시되었다.

### 윈도우 NT 계열
최초의 NT 계열 운영 체제는 1993년에 나온 윈도우 NT 3.1이며 여기서 3.1이라는 숫자는 소비자용 윈도우 버전을 가리키며 뒤를 이어 1994년에 윈도우 NT 3.5, 1995년에 윈도우 NT 3.51, 1996년에 윈도우 NT 4.0, 2000년에 윈도우 2000이 출시되었다. 윈도우 2000은 마이크로소프트 제품 활성화를 포함하지 않는 마지막 NT 기반 윈도우이다. NT 4.0은 윈도우 95 사용자 인터페이스를 처음 도입하였으며 윈도우 95의 내장 32비트 런타임을 처음으로 포함하였다.
과거 윈도우 ME로 인해 쓴맛을 본 MS가 윈도우 9x 커널의 한계를 깨닫고 기업용 커널인 NT커널로 윈도우 XP를 홈 에디션과 프로페셔널 에디션으로 출시하였다. 과거 윈도우 9x보다 훨씬더 안정적인데다 향상된 시스템 복원 기능 등 여러 가지 기능을 향상시켜 출시하였다.(틈새 시장에서는 태블릿 PC, 미디어 센터용으로 출시) 그 뒤에 윈도우 XP를 출시한지 1년 반이 지나 서버용 운영 체제인 윈도우 서버 2003이 나왔다. 장기간의 개발 후 윈도우 비스타가 2006년 말에 출시되었으며 서버 제품으로 윈도우 서버 2008이 2008년 초에 출시되었다. 그 뒤에 2009년 7월 22일 윈도우 7과 윈도우 서버 2008 R2의 RTM 버전이 공개되었다. 윈도우 7은 2009년 10월 22일에 공식 출시되었다. 2013년 10월 17일(미국 현지시각) 윈도우 8.1이 공식 출시되었다. 윈도우 8.1은 윈도우 8 사용자들은 무료로 업그레이드가 가능하다. 현재 윈도우 10이 정식출시 하였으며 2015년 7월29일에 전세계에서 출시되었다.

#### 64비트 운영 체제
윈도우 NT에는 x86 기반 개인용 컴퓨터가 전문적인 세계를 차지하기 이전에 여러 플랫폼의 지원을 포함하였다. 당시 일부 제품이 64비트 프로세서였던 NT 3.1부터 4.0까지 파워PC, DEC 알파, MIPS R4000을 지원하였으나 운영 체제는 이들을 32비트 프로세서로 취급하였다.
인텔 아이테니엄 (IA-64)이 도입되면서 마이크로소프트는 이를 지원하는 새로운 버전의 윈도우를 출시하였다. 아이테니엄 버전의 윈도우 XP와 윈도우 서버 2003이 x86 (32비트)가 주류인 시대에 출시되었다. 2005년 4월 25일에 마이크로소프트는 x86-64 아키텍처를 위한 윈도우 XP 프로페셔널 x64 에디션과 윈도우 서버 2003 x64 에디션을 공개하였다. 마이크로소프트는 아이테니엄 버전의 윈도우 XP의 지원을 2005년에 중단하였다. 윈도우 비스타는 마이크로소프트가 최종 사용자 버전을 위한 x86, x64 에디션으로 처음 출시한 것이다. 윈도우 비스타는 아이테니엄 아키텍처를 지원하지 않는다. 현대의 64비트 윈도우 계열은 AMD64/IA-64 버전의 윈도우 7과 윈도우 서버 2008을 이루며 아이테니엄과 x64 에디션도 존재한다. 윈도우 서버 2008 R2에는 32비트 버전이 없지만 윈도우 7에는 존재한다.

### 윈도우 CE
윈도우 CE(윈도우 임베디드 콤팩트)는 위성 내비게이션과 일부 휴대 전화와 같은 소형 컴퓨터에 돌아갈 수 있게 만든 윈도우 에디션이다. 윈도우 CE는 드림캐스트에서 세가의 사유 운영 체제와 더불어 채용되기도 하였다.
윈도우 CE는 윈도우 NT 커널 기반을 하는 소형 에디션인 윈도우 XP 임베디드나 윈도우 NT 4.0 임베디드와는 다른 것이다.

### 윈도우 XP
윈도우 XP는 윈도우 2000의 뒤를 잇는 제품이며, 윈도우 NT 커널을 기반으로 하는 마이크로소프트사의 최초의 소비자 지향 운영 체제이다. 'XP'라는 말은 eXPerience 중 "XP"를 따와서 만들었다.
2001년 8월 24일 출시되어 2014년 4월 8일, 지원이 종료되었다.

### 윈도우 비스타
윈도우 XP의 후속작으로, 개인용 버전은 2007년 1월 30일에, 기업용 버전은 2006년 11월 30일에 발매되었다. 이때부터 에어로 테마가 시작되었다. 2017년 4월 11일에 지원이 종료되었다.

### 윈도우 7
윈도우 비스타의 후속작으로, 2009년 10월 22일에 6가지 에디션의 소매 버전으로 대중에게 출시되었다. 윈도우 7은 윈도우 비스타에서 이루어 놓은 응용 프로그램 및 하드웨어 호환성을 개선함과 더불어 윈도우 계열의 중심적이고 점층적인 업그레이드에 집중하였다. 윈도우 비스타는 원래 에어로 효과가 있었지만 윈도우 7은 홈 프리미엄부터 시작됐다. 2020년 1월 14일, 지원이 종료되었다.

### 윈도우 8
윈도우 7의 뒤를 이어 윈도우 8이 공개되었다. 마이크로소프트는 2010년 10월 22일에 네덜란드의 블로그 엔트리에 "2년 뒤에 윈도우 8이 공개될 것입니다."라는 글을 올렸다. 2012년 6월 1일에 윈도우 8 릴리즈 프리뷰가 배포 되었고, 2012년 8월 1일에 윈도우 8 RTM이 MSDN, 테크넷을 통해서 공개되었다. 한국시간 기준으로 2012년 10월 26일 윈도우 8이 공식적으로 발표되었다. 그러나 버그가 많아 8.1로 바로 넘어갔다.
그리고 이때부터 메트로 테마를 적용하였다. 또한 Windows 8부터는 윈도우 투 고를 사용할 수 있게 되었다.

### 윈도우 8.1
2013년 10월 17일 출시되었으며 윈도우 8의 기능 추가 및 핫픽스 롤업 통합 버전. 그 밖에 여러 기능들이 추가되었다. 윈도우 8 사용자들은 윈도우 스토어에서 무료로 업그레이드할 수 있다. 2023년 1월 10일, 지원이 종료되었다.

### 윈도우 10
2014년 9월 30일에 윈도우 10 테크니컬 프리뷰가 공식 발표되었다. 윈도우 9를 건너뛰고 윈도우 10을 개발했던 것이다. 사실 마이크로소프트는 윈도우 명칭을 윈도우 원(Windows One)이라고 지으려고 했던 것으로 알려져 있다. 하지만 윈도우 1.0이 이미 있었기 때문에 윈도우 원(1)이 아닌 10으로 지은 것으로 보인다. 또한 기존 Windows 8.1 이후에 Windows 9가 출시되어야 하지만 Windows 98 등의 이전 버전의 Windows가 이미 존재하기 때문에 Windows 10으로 즉시 업데이트되었다고 한다. 또한 그에 따라 Windows 8.1까지는 버전 코드가 NT 6.3이었던 것을 갑작스럽게 NT 10.0으로 변경하였기 때문에 많은 프로그램에서 혼란이 있었다. ISS(Windows Server)에서 PHP 관련 소스 설정에서 이 때문에 설치에 약간의 트릭이 필요하다. 한국 마이크로소프트 측은 차세대 윈도우의 이름을 '윈도우 10'이라고 지은 이유는 "윈도우 10이 많은 혁신을 담고 있기 때문"이라고 설명했다. 2015년 7월 29일 공식 발매를 시작하며 윈도우 7과 윈도우 8.1를 사용하는 모든 이용자에 한해서(비정품 이용자도 포함) 1년 간 무료로 윈도우 10으로 업데이트를 1년 후인 2016년 7월 29일까지 지원하였다. (추가 기능을 사용하는 윈도우에 한해 업그레이드 중이다.) 그리고 2017년 12월 31일 업그레이드가 끝났다. 마이크로소프트는 윈도우10 출시 이후 이 버전이 마지막 윈도우 버전이 될 것이라고 발표했다.

### 윈도우 11
윈도우 10이 마지막 OS라고 했지만, 그 계획은 철회되었으며, 윈도우 11이 출시되었다. 2021년 6월 16일에 Tom Warren에 의해 개발자 프리뷰 버전이 공개되었고 2021년 6월 24일에 공식 프리뷰 버전이 공개되었다. 2021년 10월 5일에 정식출시되었다. 개발이 중지된 윈도우 10X의 디자인을 일부 승계한 형식이다.

### 윈도우 투 고
Windows 8 Enterprise 버전 또는 Windows 8 이상의 Enterprise 버전에서는 Windows To Go를 사용할 수 있게 되었다. Windows To Go는 윈도우가 설치되지 않은 PC에 즉시 USB로 부팅할 수 있는 윈도우의 프리뷰와 비슷한 기능을 체험할 수 있게 해준다. 모든 UWP(Windows 유니버셜 앱. Windows 10부터는 개선된 Windows Store 애플리케이션이라고 한다. )를 제외한 게임 및 다른 모든 Executable ( *.exe ) 파일을 실행할 수 있고 NX 실행비트를 지원한다. Windows To Go는 윈도우 설치 디스크 이미지 내부에 있으며 윈도우 설치의 핵심 파일 및 시스템을 담고 있는 파일인 install.wim을 해석하고 확장하는 방식을 USB에 덮어쓰며 진행된다. Windows 설치 과정과 동일하지만 하드디스크와 달리 포터블이므로 운영체제의 가벼움과 쉽게 액세스 등의 기능이 필요해졌다. 물론 Windows 7 또는 다른 운영체제에서도 일부 Windows To Go를 만들어 주는 일부 프로그램이 있다. 단, install.wim 파일이 필요하며 Windows의 정품 제품키가 필요하다. 먼저 프로그램에서 install.wim에서 운영체제가 Windows To Go를 지원하는지 정보 파일을 확장하여 install.wim이 담고 있는 Windows의 정보를 가져온다. install.wim의 운영체제가 Windows 8 이하일 경우는 계속할 수 없다. (하지만 이것도 다른 일부 프로그램을 사용하면 가능한 것으로 알고 있다) 그다음으로 Windows의 파일 확장이 이루어진다. 프로그램에서 install.wim의 내부 파일을 해석하면서 USB에 파일을 확장(배치)해 나가는 구조이다. 완료되면 약 17GB 정도가 필요해지기 때문에 최소 32GB의 USB에 설치해야 한다. 또한 Windows To Go의 경우 다른 리눅스 계열의 운영체제와 달리 커널이 없어 모든 작업은 USB 내부에서 이루어진다. 그렇기 때문에 USB가 3.1 또는 3.0 이상을 지원하지 않는 이상은 부팅이 어렵다고 할 수 있다. (2.0으로 해본 결과 하루가 지났음에도 부팅이 완료되지 않았다)

## 역사
| 버전                                                            | 시장 점유율 |
| --------------------------------------------------------------- | ----------- |
| 전세계 PC 운영체제 중 하나(Windows, macOS, Linux.. 등) : 윈도우 | 69.51%      |
| 10                                                              | 71.1%       |
| 11                                                              | 23.68%      |
| 7                                                               | 3.7%        |
| 8.1                                                             | 0.7%        |
| 8                                                               | 0.35%       |
| XP                                                              | 0.33%       |

마이크로소프트는 초기에 도스의 확장 소프트웨어로서의 윈도우를 출시하였으며 이는 운영 체제가 아니었다. 1993년 이후로 마이크로소프트는 "윈도우"라는 같은 이름을 사용하는 윈도우 NT를 운영 체제로 출시하기 시작하였다. 초기에 운영 체제로서의 윈도우에서는 일반적으로 두 가지 버전으로 출시되었다. 하나는 가정 사용자, 다른 하나는 기업과 전문 IT 사용자용이다. 이 두 운영 체제는 가정용 버전의 경우 게임이나 시각 효과가 더 많이 지원되고 네트워킹이나 보안 등의 기능을 빼는 한편, 전문가용 버전에서는 시각 효과를 제외하고 네트워킹이나 보안을 강화하였다.
첫 독립된 버전 윈도우 1.0은 도스의 확장 소프트웨어로서 1985년 11월에 출시되었다. 윈도우 2.0은 1987년 12월에 출시되었다. 윈도우 2.03에서는 서로 겹치는 창을 사용할 수 있게 되었다. 이것 때문에 애플은 마이크로소프트가 자사 특허를 침해했다는 소송을 걸기도 했다.
윈도우 3.0은 1990년에 출시되자 첫 6개월 만에 2백만 부가 팔릴 만큼 큰 성공을 거두었다. UI 및 멀티태스킹이 많이 개선되었다. 이후 발표된 윈도우 3.1은 트루타입 글꼴을 지원하였는데, 영문 윈도우 3.0과 윈도우 3.1 사이에 발표된 한글 윈도우 3.0의 경우 영문 윈도우 3.1에 앞서 트루타입 글꼴이 적용되었다.
1993년 7월, 마이크로소프트는 윈도우 NT를 내놓았다. 윈도우 NT는 전문가용 운영 체제로 인정되었고 실제로 네트워크용이었으며, 후에 출시된 윈도우 XP의 초석이 되었다.
1995년 8월 윈도우 95가 출시되었다. 표면적으로 윈도우 95는 도스를 포함하지만 도스 상에서 실행되지 않는 완전한 운영 체제가 되었으며, UI가 많이 변경되고 멀티태스킹 기능이 대폭 향상되었다. 윈도우 95는 기본적으로 32비트 운영 체제였지만 16비트 하위 호환성을 유지하였다. 윈도우 3.1과의 호환성을 맞추기 위해 GUI API 등에서 16비트 코드를 수용한 까닭에 성능과 안정성이 떨어졌다. 그런데 윈도우 95는 시작버튼이 들어간 컴퓨터라서 인기가 폭발했다.
1998년 6월 윈도우 98이 출시되었다. 인터넷 익스플로러 4.0을 탑재하는 등 크기가 커지면서 윈도우 95에 비해 느리다는 지적을 많이 받았지만 1999년 윈도우 98 SE를 내놓으면서 많은 문제를 개선했다. 하지만 윈도우 98 SE는 자잘한 업데이트를 패치 받고는 2006년에 윈도우 98과 함께 지원 종료된다.
마이크로소프트는 기업/전문가용 운영 체제인 윈도우 2000을 2000년 2월에 내놓았다. 하지만 윈도우 98의 후속작은 윈도우 미였고 이는 2000년 9월에 나왔다. 윈도우 미는 유니버설 플러그 앤 플레이와 시스템 복원 등의 기능을 새로 추가했지만, 출시된 지 1년이 지나지 않아 윈도우 XP가 출시되어 하드웨어나 소프트웨어 제조사들의 지원이 제대로 이루어지지 않아 호환성이 부족했고 메모리 관리가 미흡하여 리소스 부족 문제를 자주 발생시켰다.
2001년 10월 마이크로소프트는 윈도우 XP를 출시하였다. 이 버전은 윈도우 NT 커널을 기반으로 하면서 윈도우 95 및 그 후계작의 사용자 편의성을 살렸다. "홈 에디션"과 "프로페셔널"으로 나뉘어 출시되는데, 두 에디션은 완전하게 동일하며 단지 두 가지 기능만 다르다. 도메인에 가입하는 기능과 MUI를 지원하는 기능 이 두 가지 기능이 "홈 에디션"엔 빠져 있다. 윈도우 XP 서비스 팩 3은 2008년 4월 21일 발표되었다.
"윈도우 XP 미디어 센터" 에디션이 2003년, 2004년, 2005년에 출시되었는데, 이는 DVD/TV 기능에 초점을 맞추었고, 프로그램 녹화 및 원격 조정을 지원한다. 업데이트를 지원하지 않았으며, 매년 새 버전이 출시되다가 윈도우 비스타가 출시되면서 단종되었다.
2003년 4월, 윈도우 서버 2003이 출시되었다. 이는 윈도우 2000 서버 제품군에 비해서 새로운 기능과 강력한 보안을 내세우고 있다. 후속작으로 2005년 12월 윈도우 서버 2003 R2 버전을 출시했다. 윈도우 서버 2003 서비스 팩 2는 2007년 3월에 발표되었다.
2007년 1월 윈도우 비스타가 (코드네임 "롱혼") 출시되었다. 윈도우 비스타는 UAC 기능을 포함하여 윈도우 XP보다 보안이 더욱 강화되었고 미디어센터 기능 등이 추가되었다. 그러나 호환성 문제로 일부 국가에서 윈도우 XP 기반의 프로그램이 비스타에서 작동되지 않는 문제 때문에 일부 사용자들이 XP로 다운그레이드를 하는 상황까지 벌어졌다.
2008년 3월 윈도우 서버 2008은 윈도우 서버 2003의 후계작으로 개발이 완료되었으며 2008년 3월 20일에 출시되었다.
2009년 10월 마이크로소프트가 2009년 10월, 비스타의 호환성 문제와 일부 기능을 개선하여, 윈도우 7을 출시했다.
2012년 10월, 윈도우 8이 공개되었다.
2013년 10월 17일(한국 시각), 윈도우 8.1이 공개되었다. 공개 이후부터 기존 윈도우 8 정품 사용자는 윈도우 스토어에서 무료로 내려받을 수 있다. 윈도우 8.1에서는 Sound Recorder, Scan 등의 기본 앱이 추가되었고, 타일의 크기를 4가지 중 선택할 수 있다. 그리고 본래 윈도우 8에서는 존재하지 않았던 작업 표시줄의 시작 버튼이 다시 생겨났다.
2014년 9월 30일 공개되었으며 10월 2일(한국 시각 새벽 1시), 윈도우 10프리뷰가 배포되기 시작했다. 윈도우 95, 윈도우 98 등과 이름에러(프로그램이 윈도우 95, 윈도우 98을 윈도우 9까지만 인식을 하는게 대부분이기 때문임)를 줄이기 위해 9를 건너 뛰고 10이 되었다.
2015년 7월 29일, 윈도우 10 정식판이 출시되었다. 1년 간 무료 업그레이드를 제공하였다.
2017년 12월 31일 윈도우 10이 무료 업데이트 제공이 종료되었다.
2021년 10월 5일, 윈도우 11이 정식출시되었다.

## 릴리스 타임라인
| 제품명                              | 최신 버전     | GA(General availability) 날짜 | 코드명                                | 지원 기한        | 지원 기한        | 최신 버전 | 최신 버전   | 최신 버전         |
| 제품명                              | 최신 버전     | GA(General availability) 날짜 | 코드명                                | 메인스트림       | 확장             | IE        | DirectX     | Edge              |
| ----------------------------------- | ------------- | ----------------------------- | ------------------------------------- | ---------------- | ---------------- | --------- | ----------- | ----------------- |
| Windows 1.0                         | 1.01          | 1985년 11월 20일              | Interface Manager (인터페이스 메니저) | 2001년 12월 31일 | 2001년 12월 31일 | 빈칸      | 빈칸        | 빈칸              |
| Windows 2.0                         | 2.03          | 1987년 12월 9일               | 빈칸                                  | 2001년 12월 31일 | 2001년 12월 31일 | 빈칸      | 빈칸        | 빈칸              |
| Windows 2.1                         | 2.11          | 1988년 5월 27일               | 빈칸                                  | 2001년 12월 31일 | 2001년 12월 31일 | 빈칸      | 빈칸        | 빈칸              |
| Windows 3.0                         | 3.0           | 1990년 5월 22일               | 빈칸                                  | 2001년 12월 31일 | 2001년 12월 31일 | 빈칸      | 빈칸        | 빈칸              |
| Windows 3.1                         | 3.1           | 1992년 4월 6일                | Janus(제너스)                         | 2001년 12월 31일 | 2001년 12월 31일 | 5         | 빈칸        | 빈칸              |
| Windows For Workgroups 3.1          | 3.1           | October 1992                  | Sparta, Winball (스퍼타,윈볼)         | 2001년 12월 31일 | 2001년 12월 31일 | 5         | 빈칸        | 빈칸              |
| Windows NT 3.1                      | NT 3.1.528    | 1993년 7월 27일               | 빈칸                                  | 2001년 12월 31일 | 2001년 12월 31일 | 5         | 빈칸        | 빈칸              |
| Windows For Workgroups 3.11         | 3.11          | 1993년 8월 11일               | Sparta, Winball (스퍼타,윈볼)         | 2001년 12월 31일 | 2001년 12월 31일 | 5         | 빈칸        | 빈칸              |
| Windows 3.2                         | 3.2           | 1993년 11월 22일              | 빈칸                                  | 2001년 12월 31일 | 2001년 12월 31일 | 5         | 빈칸        | 빈칸              |
| Windows NT 3.5                      | NT 3.5.807    | 1994년 9월 21일               | Daytona (데이토나)                    | 2001년 12월 31일 | 2001년 12월 31일 | 5         | 빈칸        | 빈칸              |
| Windows NT 3.51                     | NT 3.51.1057  | 1995년 5월 30일               | 빈칸                                  | 2001년 12월 31일 | 2001년 12월 31일 | 5         | 빈칸        | 빈칸              |
| Windows 95                          | 4.0.950       | 1995년 8월 24일               | Chicago, 4.0 (시카고)                 | 2000년 12월 31일 | 2001년 12월 31일 | 5.5       | 6.1         | 빈칸              |
| Windows NT 4.0                      | NT 4.0.1381   | 1996년 7월 31일               | Cairo (케올)                          | 2002년 6월 30일  | 2004년 6월 30일  | 6         | 빈칸        | 빈칸              |
| Windows 98                          | 4.10.1998     | 1998년 6월 25일               | Memphis, 97, 4.1 (멤퍼스)             | 2002년 6월 30일  | 2006년 7월 11일  | 6         | 6.1         | 빈칸              |
| Windows 98 SE                       | 4.10.2222     | 1999년 5월 5일                | 빈칸                                  | 2002년 6월 30일  | 2006년 7월 11일  | 6         | 6.1         | 빈칸              |
| Windows 2000                        | NT 5.0.2195   | 2000년 2월 17일               | 빈칸                                  | 2005년 6월 30일  | 2010년 7월 13일  | 6         | 빈칸        | 빈칸              |
| Windows Me                          | 4.90.3000     | 2000년 9월 14일               | Millennium, 4.9 (밀레니엄)            | 2003년 12월 31일 | 2006년 7월 11일  | 6         | 9.0c        | 빈칸              |
| Windows XP                          | NT 5.1.2600   | 2001년 10월 25일              | Whistler (휘슬러)                     | 2009년 4월 14일  | 2014년 4월 8일   | 8         | 9.0c        | 빈칸              |
| Windows XP 64-bit Edition           | NT 5.2.3790   | 2003년 3월 28일               | 빈칸                                  | 2009년 4월 14일  | 2014년 4월 8일   | 6         | 9.0c        | 빈칸              |
| Windows Server 2003                 | NT 5.2.3790   | 2003년 4월 24일               | 빈칸                                  | 2010년 7월 13일  | 2015년 7월 14일  | 8         | 9.0c        | 빈칸              |
| Windows XP Professional x64 Edition | NT 5.2.3790   | 2005년 4월 25일               | 빈칸                                  | 2009년 4월 14일  | 2014년 4월 8일   | 8         | 9.0c        | 빈칸              |
| Windows Fundamentals for Legacy PCs | NT 5.1.2600   | 2006년 7월 8일                | Eiger, Mönch (이걸,몬치)              | 2009년 4월 14일  | 2014년 4월 8일   | 8         | 9.0c        | 빈칸              |
| Windows Vista                       | NT 6.0.6003   | 2007년 1월 30일               | Longhorn (롱혼)                       | 2012년 4월 10일  | 2017년 4월 11일  | 9         | 11          | 빈칸              |
| Windows Home Server                 | NT 5.2.4500   | 2007년 11월 4일               | Quattro (큐톨)                        | 2013년 1월 8일   | 2013년 1월 8일   | 8         | 9.0c        | 빈칸              |
| Windows Server 2008                 | NT 6.0.6003   | 2008년 2월 27일               | Longhorn Server (롱혼서버)            | 2015년 1월 13일  | 2020년 1월 14일  | 9         | 11          | 빈칸              |
| Windows 7                           | NT 6.1.7601   | 2009년 10월 22일              | Blackcomb, Vienna (블랙큐브,비엔나)   | 2015년 1월 13일  | 2020년 1월 14일  | 11        | 11          | 115.0 릴리스 노트 |
| Windows Server 2008 R2              | NT 6.1.7601   | 2009년 10월 22일              | 빈칸                                  | 2015년 1월 13일  | 2020년 1월 14일  | 11        | 11          | 115.0 릴리스 노트 |
| Windows Home Server 2011            | NT 6.1.8400   | 2011년 4월 6일                | Vail (벨)                             | 2016년 4월 12일  | 2016년 4월 12일  | 9         | 11          | 115.0 릴리스 노트 |
| Windows Server 2012                 | NT 6.2.9200   | 2012년 9월 4일                | 빈칸                                  | 2018년 10월 9일  | 2023년 10월 10일 | 11        | 11.1        | 115.0 릴리스 노트 |
| Windows 8                           | NT 6.2.9200   | 2012년 10월 26일              | 빈칸                                  | 2016년 1월 12일  | 2016년 1월 12일  | 10        | 11.1        | 115.0 릴리스 노트 |
| Windows 8.1                         | NT 6.3.9600   | 2013년 10월 17일              | Blue (블루)                           | 2018년 1월 9일   | 2023년 1월 10일  | 11        | 11.2        | 115.0 릴리스 노트 |
| Windows Server 2012 R2              | NT 6.3.9600   | 2013년 10월 18일              | Server Blue (서버블루)                | 2018년 10월 9일  | 2023년 10월 10일 | 11        | 11.2        | 115.0 릴리스 노트 |
| Windows 10                          | NT 10.0.19045 | 2015년 7월 29일               | Various 벌러스                        | 2025년 10월 14일 | 2025년 10월 14일 | 11        | 12          | 115.0 릴리스 노트 |
| Windows Server 2016                 | NT 10.0.14393 | 2016년 10월 12일              | 빈칸                                  | 2022년 1월 11일  | 2027년 1월 12일  | 11        | 12          | 115.0 릴리스 노트 |
| Windows Server 2019                 | NT 10.0.17763 | 2018년 10월 2일               | 빈칸                                  | 2024년 1월 9일   | 2029년 1월 9일   | 11        | 12          | 115.0 릴리스 노트 |
| Windows Server 2022                 | NT 10.0.20348 | 2021년 9월 2일                | 빈칸                                  | 2026년 10월 13일 | 2031년 10월 14일 | 11        | 12          | 115.0 릴리스 노트 |
| Windows 11                          | NT 10.0.22621 | 2021년 10월 5일               | Sun Valley (썬 벨리)                  | 빈칸             | 빈칸             | 빈칸      | 12 Ultimate | 115.0 릴리스 노트 |

## 로고 변천사
|            |
| 윈도우 1.0 |

|            |
| 윈도우 3.1 |

|           |
| 윈도우 95 |

|           |
| 윈도우 XP |

|               |
| 윈도우 비스타 |

|          |
| 윈도우 7 |

|          |
| 윈도우 8 |

|           |
| 윈도우 10 |

|           |
| 윈도우 11 |

## 클론 소프트웨어
마이크로소프트 윈도우를 직접 사용없이 게임이나 어플리케이션을 구동하는 방법은 다음과 같다.
- Bottles[17]
- 리눅스 KVM/QEMU Virt-Manager 가상머신[18]
- 와인
  - 다윈
- ReactOS

## 사회적 인식
마이크로소프트 윈도우는 대한민국에서 뿐만 아니라 제작사의 본사가 위치한 미국에서도 소비자들이 구매하기 부담스러운 비싼 가격으로 출시하는 소프트웨어 제품으로 평가 받는다.

## 같이 보기
- 휴지통 (윈도우)
- 운영 체제
- 맥 OS
- 리눅스
  - 우분투
- 마이크로소프트
- 윈도우 설치
- 윈도우 오류 보고